# Cristiano Zanetti
Cristiano Zanetti (Carrara, Itàlia, 14 d'abril del 1977) és un futbolista italià que actualment juga de mig al Brescia Calcio de la Serie A italiana. Zanetti, també va jugar per la selecció d'Itàlia entre el 2001 i el 2004.